# Southern Moreton Bay Islands National Park
Southern Moreton Bay Islands National Park är en park i Australien. Den ligger i delstaten Queensland, omkring 52 kilometer sydost om delstatshuvudstaden Brisbane.
Närmaste större samhälle är Southport, omkring 19 kilometer söder om Southern Moreton Bay Islands National Park. Genomsnittlig årsnederbörd är 1 424 millimeter. Den regnigaste månaden är januari, med i genomsnitt 275 mm nederbörd, och den torraste är oktober, med 21 mm nederbörd.